# Erik Sumo Band
Erik Sumo Band war eine ungarische Indie-Pop-Gruppe aus Budapest.
Die Gruppe um Ambrus Tövisházi bewegt sich zwischen Pop, Dub, Jazz – stets kombiniert mit ungarischen Folkelementen.

## Bandgeschichte
Was als Ein-Mann-Projekt des Singer/Songwriters Ambrus Tövisházi (ehemaliges Mitglied von Amorf Ördögök, Crate Soul Brothers) unter dem Namen Erik Sumo 2002 begann, war seit 2005 die Erik Sumo Band, ein siebenköpfiges Projekt. Offizieller Name der Band ist „Erik Sumo Band feat. Erzsi Kiss“, Erzsi Kiss war eine permanente Gastsängerin.
2005 veröffentlichte die Erik Sumo Band ihr erstes Album My Rocky Mountain in Ungarn, welches kurze Zeit darauf auch in Deutschland erschien. 2009 folgte der Release des Albums The Trouble Soup in Ungarn. In Deutschland erschien The Trouble Soup Ende Februar 2010 (Le Pop Musik).
Stilistische Besonderheit der Erik Sumo Band sind dreistimmige Harmonien und der Gesang in einer dem Französischen nicht unähnlichen Phantasiesprache.
Die Singleauskopplung Disco in My Head schaffte es im Jahr 2009 auf den 4. Platz der Hungarian State Radio Charts.
Am 16. Oktober 2010 gab die Band auf ihrer Website bekannt, dass die Sängerin Veronika Harcsa ihre Mitarbeit beendet, da sie das Projekt nicht mit dem gleichen Enthusiasmus weiter betreiben könne wie fünf Jahre zuvor in der Anfangsphase. Am 12. Mai 2011 gab die Band auf der Website das Erscheinen der neuen EP Twilight at the Zoo Vol. 1 bekannt.
Am 23. Februar 2012 kündigte Ambrus Tövisházi auf Facebook an, dass die Band das Projekt „Erik Sumo Band“ beendet, die Mitglieder aber weiterhin als Musiker aktiv bleiben werden.
Am 3. Oktober 2013 vereinigte die Band sich für ein einziges Konzert im A38 Ship in Budapest unter dem Namen „Erik Sumo Band Classic“, bei dem die meisten der zuletzt aktiven und auch einige ehemalige Mitglieder der Band mitgewirkt haben.
Im November 2013 erschien das Best-Of-Album The Life and Adventures of Erik Sumo Band (2005-2013), welches neben einer digitalen Version auch in einer auf 50 Stück limitierten Edition handsignierter Kassetten veröffentlicht wurde.
Ambrus Tövisházi betreut auch weiterhin die Website, die Facebook-Seite sowie den Youtube-Kanal der Band. Er produziert weiterhin Remix-Alben und veröffentlicht Medien und Neuigkeiten über seine Projekte sowie Projekte der ehemaligen Band.

## Diskografie
Alben
- 2005: My Rocky Mountain (als Erik Sumo; Pulver Records)
- 2009: The Trouble Soup (Megadó Kiadó; 2010: Deutschland: Le Pop Musik)
- 2011: Twilight at the Zoo Vol.1 (Eigenveröffentlichung)
- 2011: The Ice Tower (Eigenveröffentlichung)
- 2012: The Ice Tower in Dub (Remix-Album; Eigenveröffentlichung)
- 2013: Twilight at the Zoo Vol. 2 (Eigenveröffentlichung)
- 2013: The Life and Adventures of Erik Sumo Band (2005–2013) (Best-Of-Album / CD; Eigenveröffentlichung)
- 2013: The Life and Wanderings of Erik Sumo Band (2005–2013) (Best-Of-Album / Kassette; Eigenveröffentlichung)
- 2014: Friday 2014 Remixes (Remix-Album; Eigenveröffentlichung)
- 2019: Mount Fuji (als Erik Sumo; Etalon)

EPs
- 2005: Real Moustache (als Erik Sumo; Pulver Records)
- 2018: ’68 (als Erik Sumo; Eigenveröffentlichung)

Singles
- 2002: Just a Woman (als Erik Sumo; Pulver Records)
- 2019: Run into the Wild (als Erik Sumo; Eigenveröffentlichung)